# بچه گریون (ترانه)
«بچه گریون» (به انگلیسی: Cry Baby) ترانه‌ای از ملانی مارتینز خواننده اهل ایالات متحده آمریکا از آلبوم نخست بچه گریون (۲۰۱۵) وی است. در ۱۲ ژوئیه ۲۰۱۷، ترانه توسط انجمن صنعت ضبط موسیقی ایالات متحده آمریکا گواهی طلا دریافت کرد.